# 帕拉德羅
帕拉德羅是玻利維亞的城鎮，由聖克魯斯省負責管轄，位於該國東南部，距離首府聖克魯斯648公里，海拔高度154米，每年平均降雨量超過1,000毫米，2010年人口2,721。
18°59′31″S 57°47′02″W / 18.9919°S 57.7839°W